# Ōtone
Ōtone (jap. 大利根町, -machi) war eine Stadt auf der japanischen Hauptinsel Honshū im Landkreis Kitasaitama in der Präfektur Saitama. Am 23. März 2010 vereinigte sie sich mit Kisai und Kitakawabe zur Gemeinde Kazo.

## Verkehr
Straße: Nationalstraße 125